# Hematopoeza
Hematopoeza (od antičkog Grčkog: αἷμα, "krv"; ποιεῖν "napraviti") (engl. hematopoiesis, haemopoiesis, hemopoiesis) je formiranje krvnih ćelijskih komponenti. Sve ćelijske komponente krvi su izvedene iz hematopoetskih matičnih ćelija. U zdravoj odraslog osobi, približno 1011–1012 novih krvnih ćelija se proizvede dnevno da bi se održali ustaljeni nivoi u perifernoj cirkulaciji.

## Matične ćelije hematopoeze
Matične ćelije hematopoeze (HSC) su locirane u meduli kostiju (koštanoj srži). One imaju jedinstvenu sposobnost da formiraju sve druge tipove krvnih ćelija. HSC su samoobnavljajuće: kad se one proliferiraju, bar deo novonastalih ćelija ostaje u HSC obliku, tako da se zaliha matičnih ćelija ne iscrpljuje. Preostale ćerke HSC ćelija (mijeloidne i limfoidne progenitorne ćelije), međutim se mogu usmeriti ka bilo kojem od alternativnih puteva diferencijacije koji dovode do proizvodnje jednog ili više specifičnih tipova krvnih ćelija, ali nisu samoobnovljive. To je jedan od vitalnih procesa u telu.

## Rodovi
Krvne ćelije se dele u tri roda.
- Eritroidne ćelije su kiseonik, prenoseća crvena krvna zrnca. Dva tipa, retikulociti i eritrociti, se nalaze u krvi.
- Limfociti su osnova adaptivnog imunskog sistema. Oni su izvedeni iz zajedničkog limfoidnog progenitora. Limfoidni rod se prvenstveno sastoji od T-ćelija i B-ćelija (tipovi belih krvnih zrnca). Njihovo formiranje je limfopoeza.
- Mijelociti, koji obuhvataju granulocite, megakariocite i makrofage, i koji su izvedeni iz zajedničkih mijeloidnih progenitora, imaju veoma širok niz uloga kao, što je urođeni imunitet, adaptivni imunitet, i zgrušavanje krvi. Formiranje ovih ćelija se naziva mijelopoeza.

Granulopoeza je hematopoeza granulocita. Megakariocitopoeza je hematopoeza megakariocita.

## Spoljašnje veze
- Granulopoiesis from tulane.edu